# Kociszew (województwo łódzkie)
Kociszew – wieś w Polsce położona w województwie łódzkim, w powiecie bełchatowskim, w gminie Zelów.
Za Królestwa Polskiego istniała gmina Kociszew.
W latach 1954–1968 wieś należała i była siedzibą władz gromady Kociszew, po jej zniesieniu w gromadzie Zelów. W latach 1975–1998 miejscowość administracyjnie należała do województwa piotrkowskiego. Z Kociszewa pochodzili rodzice słynnego aktora polskiego Wladysława Hańczy, którego prawdziwe nazwisko brzmiało Tosik.

## Zabytki
Według rejestru zabytków Narodowego Instytutu Dziedzictwa na listę zabytków wpisany jest obiekt:
- kościół parafialny pw. św. Teodora, drewniany, 2 poł. XVIII w., nr rej.:162-IX-8 z 7.07.1948 oraz 58 z 21.07.1967